# نقشه انفجاری

نقشه انفجاری از یک پمپ دنده‌ای

نقشه انفجاری (به انگلیسی: Exploded view drawing) نوعی نمودار، نگاره، طرح شماتیک یا ترسیم فنی از یک جسم است که رابطه یا ترتیب ساخت اجزای آن را نشان می‌دهد.
این نقشه، اجزای یک جسم را با فاصله‌ای کوتاه بین آن‌ها به نمایش می‌گذارد. جسم نمایش‌داده‌شده، به‌نوعی‌ست که تصور می‌شود یک انفجار کوچک و کنترل‌شده از وسط جسم رخ داده و اجزای آن را، با فاصله مساوی، از هم دور کرده‌است.
چنین نمایی نقشه‌ای در کالانماها، راهنماهای ساخت و تعمیر و موارد مشابه آن، به کار می‌رود.